# Aue-Bad Schlema
Aue-Bad Schlema ist eine Große Kreisstadt, die am 1. Januar 2019 durch den Zusammenschluss der Stadt Aue und der Gemeinde Bad Schlema im sächsischen Erzgebirgskreis entstand. Es ist die erste Gemeindefusion innerhalb des Städtebunds Silberberg. Durch die Fusion wurde Aue-Bad Schlema die größte Stadt im Erzgebirgskreis vor der Kreisstadt Annaberg-Buchholz. Auf einer Fläche von 36,43 km² leben 19.864 Einwohner (Stand: 31. Dezember 2022). Ein Bürgerbegehren der Einwohner von Bad Schlema, selbst über eine eventuelle Fusion abzustimmen, wurde mehrmals abgelehnt. In der gewünschten Form kam es nicht zustande, fand aber in den amtlichen Verhandlungen Berücksichtigung. Die Stadt ist auch bekannt durch den Fußballverein FC Erzgebirge Aue. Die Gemeindeteile Bad Schlema und Wildbach sind „staatlich anerkannte Kurorte“.

## Geografie

### Nachbargemeinden
An die Stadt grenzen Hartenstein, Langenweißbach (Landkreis Zwickau), Bockau, Lauter-Bernsbach, Lößnitz, Schneeberg und Zschorlau.
| Gemeinde Langenweißbach im Landkreis Zwickau | Stadt Hartenstein im Landkreis Zwickau      |                                  |
| Stadt Schneeberg im Erzgebirgskreis          | Kompassrose, die auf Nachbargemeinden zeigt | Stadt Lößnitz im Erzgebirgskreis |
| Gemeinde Zschorlau im Erzgebirgskreis        | Stadt Lauter-Bernsbach im Erzgebirgskreis   |                                  |

### Stadtgliederung
| Offizielle Ortsteile sind: - Alberoda - Aue - Bad Schlema - Wildbach | Offizielle Gemarkungen sind: - Alberoda - Aue - Auerhammer - Niederschlema - Oberschlema - Wildbach | Ortsgebiete (auch Ortsteile / Stadtteile genannt) sind: - Brünlasberg - Eichert - Klösterlein - Neudörfel - Niederpfannenstiel - Zelle bzw. Zeller Berg |

## Geschichte
Die Große Kreisstadt Aue-Bad Schlema entstand am 1. Januar 2019 durch den Zusammenschluss der Stadt Aue und der Gemeinde Bad Schlema. Neben dem Stadtgebiet von Aue und dem Gemeindegebiet von Bad Schlema wurden auch das einstige Auer Ortsgebiet Alberoda und der ehemalige Bad Schlemaer Ortsteil Wildbach zu offiziellen Ortsteilen der Stadt Aue-Bad Schlema ernannt. Die ersten offiziellen Wahlen der Stadt fanden im Mai 2019 statt. Es wurde angestrebt, im Jahr 2020 die bisher nur für die ehemalige Stadt Aue mit Alberoda geltende Postleitzahl 08280 als einheitliche Postleitzahl für das gesamte Stadtgebiet einzuführen. Amtlich vollzogen wurde dieser Schritt erst zum 1. Oktober 2023. Dadurch wechselte die Postleitzahl von Bad Schlema und Wildbach von 08301 zu 08280. Weiterhin wurden in allen vier Ortsteilen Straßen umbenannt, um doppelte Straßennamen zu vermeiden.
Vom 1. bis 3. September 2023 war Aue-Bad Schlema Ausrichter des Tags der Sachsen. Das Festgelände befand sich im Kern des Stadtteils Aue.

## Politik

### Rathaus
Zum Sitz der gemeinsamen Stadtverwaltung wurde das bisherige Rathaus in Aue bestimmt.

### Oberbürgermeister
Bei der Oberbürgermeisterwahl am 16. Juni 2019 wurde der frühere Auer Oberbürgermeister Heinrich Kohl (CDU) im zweiten Wahlgang mit einem Stimmenanteil von 42,0 % zum ersten Oberbürgermeister der Stadt Aue-Bad Schlema gewählt. Der Zweitplatzierte, der frühere Bad Schlemaer Bürgermeister Jens Müller, erreichte 32,9 % der Stimmen.

### Stadtrat
Zur Kommunalwahl am 9. Juni 2024 traten Kandidaten aus neun Parteien bzw. Wählerbündnissen an. Acht Listen erhielten mindestens einen Sitz im neu gewählten Stadtrat, der aus 22 gewählten Mitgliedern besteht.
| Stadtratswahl 2024Wahlbeteiligung: 63,1 % (2019: 60,2 %) %3020100 21,8 %21,4 %19,8 %12,0 %10,2 %4,6 %4,5 %3,5 %2,2 %keine % AfDCDUFW AueFSFWeSPDLinkeBABShWABSiSonst.Gewinne und Verlusteim Vergleich zu 2019 %p 12 10 8 6 4 2 0 −2 −4 −6 −8−10−12−14−16−18+10,9 %p−2,2 %p+2,2 %p+12,0 %p−0,4 %p+0,5 %p−6,4 %p+3,5 %p−5,0 %p−17,4 %pAfDCDUFW AueFSFWSPDLinkeBABSWABSSonst.Anmerkungen:e Freie Wähler Erzgebirgeh Bürgerinitiative Aue-Bad Schlemai Wir sind Aue – Bad Schlema e. V. | Sitzverteilung 2024Insgesamt 22 Sitze - Linke: 1 - SPD: 1 - FW Aue: 4 - FWE: 2 - BABS: 1 - CDU: 5 - AfD: 5 - FS: 3 |

### Wappen, Fahne und Banner
Die gemeinsame Stadtverwaltung von Aue und Bad Schlema hat im Jahr 2021 drei neue Dienstzeichen beschlossen.
- Das neue Stadtwappen wurde im Auftrag der Stadt vom Heraldiker Michael Zapfe gestaltet. 
Blasonierung: In Blau eine goldene Holzbrücke darunter ein silberner Springbrunnen mit drei Fontänen; darüber schwebend ein von Rot und Silber dreimal schräg rechts geteilter Schild (das Wappen der Schönburger),
oben rechts ein silbernes Zahnrad, oben links schräg gekreuzt ein silberner Schlägel und ein silbernes Eisen.
- Die Fahne (Flagge) zeigt drei gleichbreite Querstreifen in den Farben Weiß-Blau-Gelb mit in der Mitte aufgelegtem Stadtwappen.
- Das Banner ist die senkrechte Ausführung der Flagge, die Querstreifen nun längs angeordnet.

Damit werden die bisherigen Einzelzeichen nur noch zur Kennzeichnung der Ortsteile oder zu touristischen Zwecken verwendet.

### Städtepartnerschaften
Neben den bereits aus Aue bestehenden Partnerschaften mit Solingen, Kadan und Guingamp kamen durch die Vereinigung mit Bad Schlema die folgenden Partnerschaften hinzu: Rechberghausen (seit 1991) in Deutschland und Elgg in der Schweiz.
Im Jahr 2022, nach dem Beginn des Überfalls von Russland auf die Ukraine, war ein Partnerschaftsvertrag mit einer ukrainischen Stadt angedacht, der jedoch noch nicht zustande kam (Stand Januar 2024).

## Kultur und Sehenswürdigkeiten

### Naturschutz
- Siehe auch: Liste der Naturdenkmale in Aue-Bad Schlema

### Vereine und Gemeinschaften
- Hervorhebenswert sind die Erzgebirgsvereine, die Sportvereine, vor allem der Fußballverein Erzgebirge Aue, aber auch der seit 1997 im Ortsteil Bad Schlema befindliche Kneipp-Verein. Dieser feierte im Mai 2022 sein 25. Gründungsfest zugleich mit dem 201. Geburtstag von Sebastian Kneipp.[7]

### Veranstaltungen (Auswahl)
- Seit 1996 findet jährlich das Europäische Blasmusikfestival in Bad Schlema statt.
- Seit 2017 gibt es die Veranstaltungsreihe „Aue liest“, später auf die neue Großstadt „Aue-Bad Schlema liest!“ übernommen. Im Jahr heißt es nun „Silberberg liest“, weil die Nachbarorte Schwarzenberg, Lößnitz, Beierfeld und Schneeberg sich an dem Lese-Event beteiligen. Es wird auf großen Plätzen live auf Großmonitore übertragen. An mehreren hintereinander folgenden Tage in einem Jahr lesen Freiwillige an ungewöhnlichen Orten vor Publikum aus Büchern vor.[8]

- Vom 4. bis 6. September 2020 sollte in Aue-Bad Schlema der Tag der Sachsen stattfinden. Die Veranstaltung ist jedoch wegen der COVID-19-Pandemie verschoben worden.[9][10] Der nun gültige Termin für das große Vereins- und Verbandsfest wurde auf das Wochenende 1. bis 3. September 2023 festgelegt. Dazu fanden zahlreiche Kulturveranstaltungen im Zentrum des Stadtteils Aue statt. Gewerbetreibende, kommunale und private Einrichtungen sowie Künstler und Sponsoren bereiteten Besonderes vor. Höhepunkt war ein Festumzug. Besonders erwähnt werden soll, dass zeitgleich die 850-Jahr-Feier von Aue begangen wurde.[11] Weiteres wie die Herausgabe von Gedenkmedaillen und das Erscheinen des Maskottchens Kaiser Barbarossa gehörten im September dann dazu.[12]

- Im Jahr 2020 wurde die Kulturveranstaltung Sommer am Segel ins Leben gerufen. Sie fand im August des Jahres 2021 ihre Fortsetzung, wobei es sich um Musik, Familienspaß und Fitness auf der Bühne vor dem Segel im Kurpark Bad Schlema handelte.[13]

- Die Stadt hatte sich unter dem Motto Vom Wismutschacht zur Blütenpracht um die Ausrichtung der Landesgartenschau im Jahr 2026 beworben. Dafür steht eine Fördermittelsumme von mindestens 4,5 Millionen Euro bereit. Vor allem soll der Ortsteil Schlema rund um den Kurpark aufgewertet werden. Für interessierte Bürger der Stadt fand bereits eine Auftakt-Informationsveranstaltung statt und sie werden bei folgenden Aktionsangeboten in die konkrete Bewerbung, die Umsetzung der Ideen und Beschlüsse voll mit eingebunden. Interessenten können den eigens gestalteten Podcast aufrufen. Auf der Internetseite sind auch die Bewerbungsunterlagen einzusehen. Die Entscheidung über den Zuschlag erfolgte im Februar 2022, Mitbewerber gab es nicht.[14][15] Aue-Bad Schlema erhielt den Zuschlag.[16]